# The Symplegades
The Symplegades sind 100 bis 150 m hohe Kliffs im Palmer-Archipel westlich der Antarktischen Halbinsel. Sie ragen beiderseits der Tschajka-Passage auf, einer schmalen und dennoch befahrbaren Meerenge zwischen Spert Island und Trinity Island.
Das UK Antarctic Place-Names Committee benannte sie 2012 nach den Symplegaden (zwei Felseninseln) aus der griechischen Mythologie. 